# Lega B 2020 (football americano)
La Lega B 2020 avrebbe dovuto essere la 29ª edizione del campionato di football americano di secondo livello, organizzato dalla SAFV.
Avrebbero dovuto partecipare anche i Lausanne LUCAF Owls, ma si sono ritirati a calendario emesso (comunque prima dell'inizio del torneo).
Il 15 marzo la SAFV ha annullato tutte le competizioni a seguito della pandemia di COVID-19 del 2019-2021.
In sostituzione del campionato è stato organizzato un torneo autunnale denominato "Herbst Cup" diviso in due: un torneo per le squadre di Lega Nazionale A e Lega B e un torneo per le squadre di Lega C. Le Herbst Cup non definiscono campioni nazionali.

## Squadre partecipanti
| Club               | Città           | Stadio           | Sponsor ufficiale | Risultato nella stagione 2019                |
| ------------------ | --------------- | ---------------- | ----------------- | -------------------------------------------- |
| Argovia Pirates    | Ammerswil       |                  |                   | Quarto posto in Lega B                       |
| Bienna Jets        | Bienne          | Stadion Gurzelen |                   | Terzo posto in Lega B                        |
| Geneva Whoppers    | Plan-les-Ouates |                  |                   | Quinto posto in Lega B                       |
| Lugano Rebels      | Lugano          |                  |                   | Primo posto Gruppo Centrale Lega C           |
| Luzern Lions       | Lucerna         |                  |                   | Sesto posto in LNA; sconfitti allo spareggio |
| Sankt Gallen Bears | San Gallo       |                  |                   | Sesto posto in Lega B                        |
| Thun Tigers        | Thun            | Stadion Lachen   |                   | Secondo posto in Lega B                      |

## Stagione regolare

### Calendario

#### 1ª giornata
| Lugano 15 marzo 2020, ore 14:00 | Lugano Rebels | - – - (rinviata) | Luzern Lions | Stadio comunale di Cornaredo (campo sintetico) |

#### 2ª giornata
| Bienne 29 marzo 2020, ore 14:00 | Bienna Jets | - – - | Geneva Whoppers | Sportplatz Mettmoos |

#### 3ª giornata
| Buchs 4 aprile 2020, ore 18:00 | Argovia Pirates | - – - | Luzern Lions | Sportanlage Suhrenmatte |

| San Gallo 5 aprile 2020, ore 14:00 | Sankt Gallen Bears | - – - | Lugano Rebels | Stadion Gründenmoos |

| Plan-les-Ouates 5 aprile 2020, ore 14:00 | Geneva Whoppers | - – - | Thun Tigers | Centre sportif des Cherpines |

#### 4ª giornata
| Lucerna 11 aprile 2020, ore 18:00 | Luzern Lions | - – - | Sankt Gallen Bears | Leichtathletikstadion |

| Lugano 12 aprile 2020, ore 14:00 | Lugano Rebels | - – - | Argovia Pirates | Stadio comunale di Cornaredo (campo sintetico) |

#### 5ª giornata
| Bienne 19 aprile 2020, ore 14:00 | Bienna Jets | - – - | Thun Tigers | Sportplatz Mettmoos |

| San Gallo 19 aprile 2020, ore 14:00 | Sankt Gallen Bears | - – - | Argovia Pirates | Stadion Gründenmoos |

#### 6ª giornata
| Lucerna 26 aprile 2020, ore 14:00 | Luzern Lions | - – - | Lugano Rebels | Leichtathletikstadion |

#### 7ª giornata
| Buchs 23 maggio 2020, ore 18:00 | Argovia Pirates | - – - | Sankt Gallen Bears | Sportanlage Suhrenmatte |

| Thun 24 maggio 2020, ore 14:00 | Thun Tigers | - – - | Bienna Jets | Stadion Lachen |

#### 8ª giornata
| Buchs 6 giugno 2020, ore 18:00 | Argovia Pirates | - – - | Lugano Rebels | Sportanlage Suhrenmatte |

| San Gallo 7 giugno 2020, ore 14:00 | Sankt Gallen Bears | - – - | Luzern Lions | Stadion Gründenmoos |

| Plan-les-Ouates 7 giugno 2020, ore 14:00 | Geneva Whoppers | - – - | Bienna Jets | Centre sportif des Cherpines |

#### 9ª giornata
| Thun 14 giugno 2020, ore 14:00 | Thun Tigers | - – - | Geneva Whoppers | Stadion Lachen |

| Lugano 14 giugno 2020, ore 14:00 | Lugano Rebels | - – - | Sankt Gallen Bears | Stadio comunale di Cornaredo (campo sintetico) |

| Lucerna 14 giugno 2020, ore 14:00 | Luzern Lions | - – - | Argovia Pirates | Leichtathletikstadion |

### Classifica
La classifica della regular season è la seguente:
- PCT = percentuale di vittorie, G = partite giocate, V = partite vinte, P = partite perse, PF = punti fatti, PS = punti subiti
- La vincente sfida l'ultima della LNA per la partecipazione alla LNA 2021 (verde)

#### Gruppe West
| Pos. | Squadra         | PCT  | G | V | N | P | PF | PS |
| ---- | --------------- | ---- | - | - | - | - | -- | -- |
| 1    | Bienna Jets     | .000 | 0 | 0 | 0 | 0 | 0  | 0  |
| 2    | Geneva Whoppers | .000 | 0 | 0 | 0 | 0 | 0  | 0  |
| 3    | Thun Tigers     | .000 | 0 | 0 | 0 | 0 | 0  | 0  |

#### Gruppe Ost
| Pos. | Squadra            | PCT  | G | V | N | P | PF | PS |
| ---- | ------------------ | ---- | - | - | - | - | -- | -- |
| 1    | Argovia Pirates    | .000 | 0 | 0 | 0 | 0 | 0  | 0  |
| 2    | Lugano Rebels      | .000 | 0 | 0 | 0 | 0 | 0  | 0  |
| 3    | Luzern Lions       | .000 | 0 | 0 | 0 | 0 | 0  | 0  |
| 4    | Sankt Gallen Bears | .000 | 0 | 0 | 0 | 0 | 0  | 0  |

## Spareggio promozione
| 2020 | TBD | - – - | TBD |  |

## Spareggio relegazione
| 2020 | TBD | - – - | TBD |  |